# Castillo de Luna (León)
El castillo de Luna es una fortaleza española situada en las cercanías de la localidad de Los Barrios de Luna, en la comarca de Luna, en León.

## El edificio
Se desconoce casi todo sobre la estructura. Sólo se conservan algunos restos en la mole de cuarcita que sirve de apoyo al muro del Embalse de Barrios de Luna: cinco lienzos de muro, una zona central –tal vez la vivienda– con cimientos y restos de un sistema de calefacción subterránea, y una pequeña habitación excavada en la roca. A mediados del siglo XX aún quedaban dos torreones, ya desaparecidos.
En la documentación es referido como "Torres de Luna", lo que hace suponer que tuvo una serie de imponentes torres.

## Historia
Aunque probablemente fuera ocupado por primera vez por los romanos, se atribuye su fundación a Alfonso II de Asturias. Según la leyenda, fue prisión de Sancho Díaz de Saldaña, padre de Bernardo del Carpio.
Históricamente, fue reconstruido por Alfonso III de Asturias. Desempeñó un papel fundamental en la rebelión de los hijos de este rey. Su esposa, la reina Jimena, se lo entregó a su primogénito, García, en 910, junto con los castillos de Alba, Gordón y Arbolio, tras lo cual logró la abdicación de Alfonso y el ascenso al solio leonés.
Considerada la fortaleza más formidable de todo el Reino de León, fue sede del Tesoro Real. Reinando Bermudo II de León, el tenente del castillo y custodio del Tesoro, Gonzalo Bermúdez, traicionó a su señor y se entregó a García Gómez, conde de Saldaña, aliado con Almanzor.
En 1073 Alfonso VI de León encarceló en Luna, por consejo de su hermana Urraca a su hermano el rey de Galicia, García, que permanecería preso 17 años, hasta su muerte en 1090.
Durante los reinados de Urraca I de León y su hijo el emperador Alfonso VII, su tenencia fue confiada al magnate asturiano Suero Bermúdez, uno de los personajes más leales a la Corona en una época de nobleza tumultuaria.
En 1135 el conde rebelde Gonzalo Peláez, sometido y privado de sus dominios en Asturias, rogó a Alfonso VII que le entregara la tenencia del castillo, que el soberano le concedió buscando mantener su sumisión, tras consultar con su hermana Sancha y su esposa Berenguela. Las reservas del Rey estaban justificadas, ya que apenas un par de meses después, en julio, el conde se alzó de nuevo en armas, precisamente desde la fortaleza de Luna, que empleó como base para sus correrías, reconquistando sus territorios asturianos. Sin embargo, su rebelión duró poco, y se sometió de nuevo al monarca.
En 1399 se incorporó al patrimonio de los Quiñones, al ser donado por Enrique III el Doliente a Pedro Suárez de Quiñones, merino mayor de Asturias y adelantado mayor de León. En el siglo XV Diego Fernández de Quiñones, primer conde de Luna, obligó a sus vasallos de los pueblos cercanos a reconstruir el castillo, lo que originó un pleito ante la Chancillería de Valladolid, que perdieron al ser estimado que los vecinos tenían obligación de reparar el castillo.